# 磯野亨
磯野 亨（いその とおる、1999年12月11日 - ）は、日本の歌手、俳優であり、4人組ボーイズグループ・4-CaraTのメンバーである。
福岡県出身。ライジングプロダクション所属。

## 人物
- スカウトで芸能界入り[3]。
- BuZZのYujiとüsayから事務所内スカウトを受け、BuZZのバックコーラスに抜擢される[3]。
- 2019年4月に結成された原宿を拠点に活動するダンス&ボーカルユニット「NEW STYLE BOYs」のメンバーとして活動していた（2021年11月4日をもって解散）。
- 2023年にミュージカル『ヘタリア』で俳優デビューを果たす[4]。
- 小・中の9年間サッカーをしていた。チームのキャプテンを務めた事もある[3]。
- 笑い上戸でよく笑うタイプ[4][5]。

## 出演

### 舞台
2023年
- ミュージカル ヘタリア〜The Fantastic World〜（4月7日 - 23日） - オランダ 役
- 劇団 ハイキュー!! 旗揚げ公演（8月19日 - 27日） - 澤村大地 役
- おそ松さん on STAGE〜SIX MEN’S SHOW TIME〜2nd SEASON（11月23日 - 12月3日）- F6 一松 役
- 朗読劇 ジョーのたかだか一部の物語（12月22日・24日） - ポン / ラル 役（日替わり）
- STAGE FES 2023-2024（12月31日） - F6 一松 役

2024年
- ロッカールームに眠る僕の知らない戦争（2月2日 - 4日）
- パーセプションステージ Opus.COLORs（5月10日 - 19日） - 多岐瀬響 役
- 川越ボーイズ・シング -喝采のクワイア-（6月22日 - 30日） - 日向進 役
- ミュージカル ヘタリア〜The glorious world〜（8月9日 - 9月8日） - オランダ 役
- アオペラ（11月8日 - 17日） - 宗円寺雨夜 役

2025年
- 舞台 花郎〜ファラン〜（1月8日 - 19日） - ハンソン 役
- インサイド・ウィリアム（2025年3月13日 - 23日、三越劇場） - ハムレット 役
- 劇団 ハイキュー!!“出逢い”（5月17日 - 6月1日） - 澤村大地 役
- ミュージカル フラガリアメモリーズ〜純真の結い目〜（5月23日 - 6月8日） - ピケロ 役（映像出演）
- 舞台 エグ女2025（10月3日 - 5日〈予定〉）

2026年
- おそ松さん on STAGE～SIX MEN'S SHOW TIME～2nd SEASON 2（夏公演予定） - F6 一松 役

### イベント
- 2.5次元男子。LIVE2023〜僕たちのHot Summer〜（2023年6月14日）[23]
- 2.5次元男子。LIVE 2025〜推しメンCLUBへようこそ〜（2025年7月11日〈予定〉）[24]